# 25e Brigade d'infanterie canadienne
La 25e Brigade d'infanterie canadienne (anglais : 25th Canadian Infantry Brigade) était la formation principale du Canada prévue pour les British Commonwealth Forces Korea. Elle était originellement composée de trois bataillons d'infanterie de deux escadron blindés ; plusieurs unités ont effectué des rotations au sein de la brigade. Bien que la brigade fut complétée et armée en 1951, avec le succès du débarquement d'Incheon, seulement le 2e Bataillon du Princess Patricia's Canadian Light Infantry fut initialement envoyé. La brigade intégré à 1st Commonwealth Division a gagné la Republic of Korea Presidential Unit Citation pour ses actions durant la bataille de Kapyong.